# Steriogram
Steriogram — группа из Новой Зеландии города Окленд, играющая в стиле рок с элементами рэпкора.
Изначально задумывалась как чистая поп-панк-группа, но неожиданный успех песни «White Trash», в которой сочетался традиционный вокал фронтмена Брэда Картера и речитатив барабанщика Тайсона Кеннеди, подвигнул коллектив на смену музыкальных ориентиров.

## История
Все началось в 1999 году, когда Брэд Картер и Джейк Адамс, созвонившись с друзьями из города Фангареи, Новая Зеландия, решили создать собственную рок-группу.
Всего через несколько дней состоялась их первая репетиция, на которой члены группы договорились, что играть они будут мелодичный панк-рок, там же они придумали и название группе — 'Steriogram'.
В августе 2001 года вышла запись 'White Trash', которая полюбилась молодым слушателям и несколько раз в день играла на волных местных радиостанций. Именно эта запись изменила музыкальный стиль и направление, которого молодые музыканты старались придерживаться: все дело в том, что ударник группы, экспериментируя, включил в запись свою реп-нарезку. Это так понравилось слушателям, что со следующего же дня он получил место у микрофона, а на его место пришел Джаред Урэннолл. С этого момента песни группы все чаще звучат на радио а клип, записанный на песню 'White Trash', даже вошел в ротацию местного музыкального канала.
В 2002 году вместе с другими молодыми командами 'Steriogram' приняли участие в программе 'Boost Mobile School’s Tour', в рамках которой дали несколько выступлений в школах Новой Зеландии. Примерно в это же время группа записала мини-альбом 'Sing the Night Away', состоящий из 5 песен, самой популярной из которых была композиция 'Sing The Night Away'.
в 2004 году, на прилавках музыкальных магазинов появился дебютный альбом группы, получивший название 'Schmack!'. На пластинку вошли как новые треки — 'Roadtrip', 'Tsunami' и 'On and On', так и все известные хиты, включая 'Free', 'White Trash' и 'Big Lady Loving'. Три песни с альбома вышли синглами. Как утверждают сами участники 'Steriogram', быстрому успеху они обязаны не только концертам и альбомам, но и сети Интернет, благодаря которой они превратились из обычных парней в настоящих рок-звезд. Популярность группы за пределами Новой Зеландии также отчасти  обусловлена и использованием компанией Apple  в рекламном ролике  iPod и iTunes, выпущенном в августе 2004 года, песни "Wlakie Talkie Man".
Несмотря на шумный успех их дебютного альбома «Schmack!» в Новой Зеландии и Австралии в Европе и Штатах группу не очень хорошо знают. В принципе, этого стоило ожидать. Если для крошечной Новой Зеландии такие акты как Steriogram — явление из ряда вон выходящее, то на Западе подобных дисков выходит множество. Впрочем, это не мешает Steriogram оставаться наверно одной из наиболее известных групп из Новой Зеландии.
Steriogram также играла с такими группами, как Goodnight Nurse, Elemeno P, 48May, The Living End, Wash, My Life Story, Falter и Streetwise Scarlet.

## Состав группы
- Тайсон Кеннеди — вокал
- Тим Янгсон — гитара
- Бред Картер — вокал, гитара
- Джаред Вринол — вокал
- Джейк Адамс — бас-гитара

## Дискография
- 2002 — «Schmack»
- 2007 — «This Is Not the Target Market»
- 2010 — «Taping the Radio»